# Papir og Pap er Penge værd
|  | Denne artikel er oprettet af botten PalnaBot ud fra en ekstern database. Den kan derfor have sproglige fejl eller mangler. Denne skabelon kan fjernes efter kontrol af indholdet. |

Papir og Pap er Penge værd er en propagandafilm fra 1947 instrueret af Ole Palsbo efter manuskript af Erik Scharling.

## Handling
En festlig, nærmest revyagtig propagandafilm for papirindsamlingen i 1947. Del af antologien »Genbrug - dengang i fyrrerne«